# Валентин Василев
Валентин Илиев Василев е български политик от Съюза на демократичните сили (СДС), министър на околната среда през 1991 – 1992 година и министър на търговията и туризма през 1997 – 1999 година.

## Биография
Валентин Василев е роден на 7 октомври 1952 година в София. През 1978 година завършва Висшия институт по архитектура и строителство, а след това и журналистика в Софийския университет „Климент Охридски“.
Василев се включва в политическия живот като представител на Независимо сдружение „Екогласност“, част от СДС, и от 1991 година е избиран за народен представител в четири парламента. През 1991 – 1992 година е министър на околната среда в правителството на Филип Димитров, а през 1997 – 1999 година е министър на търговията и туризма в кабинета на Иван Костов.
Председател е на неправителствената организация Българо-германски форум, бивш председател на българска федерация по ски.